# 日本胃癌学会
日本胃癌学会（にほんいがんがっかい）は、日本における胃癌に関する基礎的並びに臨床的研究の促進・発展を目的とする学術団体。会員数は2006年3月時点で6,000超。
英語名はJapanese Gastric Cancer Association（JGCA）である。

## 沿革
- 1961年（昭和36年） - 胃癌研究会（日本胃癌学会の前身）が発足。
- 1998年（平成10年） - 日本胃癌学会と改称。

## 総会
- 年1回開催（2月頃）

## 機関誌
- 「Gastric Cancer」（年間4回発行）

## 入会金・年会費
- 入会金 - 2,000円
- 年会費 - 10,000円

## 関連出版物
- 胃癌取扱い規約
- Japanese Classification of Gastric Carcinoma（英文胃癌取扱い規約）
- 胃癌治療ガイドライン
- 胃がん治療ガイドラインの解説　～胃がんの治療を理解しようとするすべての方のために

## 関連事項
- 胃癌／悪性腫瘍／腫瘍／癌腫／肉腫／良性腫瘍／発癌性
- 医学／歯学／薬学／看護学
- 腫瘍学
- ターミナルケア／緩和医療
- 医師／歯科医師／薬剤師／獣医師／看護師／臨床検査技師／診療検査技師／診療放射線技師／臨床工学技士／歯科衛生士
- 国際胃癌学会（IGCA）
- 日本癌学会（JCA）／日本癌治療学会（JSCO）／日本緩和医療学会（JSPM）／日本臨床腫瘍研究グループ（JCOG）
- 学会の一覧／研究会